# Wapen van Jaarsveld

Wapen van Jaarsveld

Het wapen van Jaarsveld werd op 11 september 1816 door de Hoge Raad van Adel aan de Utrechtse gemeente Jaarsveld bevestigd. In 1943 ging Jaarsveld op in de gemeente Lopik. Het wapen van Jaarsveld is daardoor komen te vervallen als gemeentewapen. 

## Blazoenering
De blazoenering van het wapen luidde als volgt:
Van lazuur met twaalf klokjes van goud, staande vier, vier en vier.
De heraldische kleuren zijn lazuur (blauw) en goud (goud of geel). De klokjes worden afgebeeld zonder klepels.

## Verklaring
Het wapen is afgeleid van het wapen van familie Uten Goye, burggraven van Utrecht. De opgegeven beschrijving bij de Hoge Raad van Adel is historisch niet juist. Het familiewapen was gedwarsbalkt van zes stukken, de oneven omgebogen staart, over wiens schouders balken van vair. Om die reden is in het wapen van Lopik tussen 1948 en 1989 het correcte wapen opgenomen in het vierde deel. In het huidige wapen van gemeente Lopik is geen verwijzing meer opgenomen naar Jaarsveld. Familie Uten Goye, ook wel Van Goyen, waren aan het einde van de middeleeuwen Heren van de heerlijkheid Houten. In het wapen van Houten komt het familiewapen ook terug. In het Wapenboek Gelre wordt het familiewapen vermeld.

## Verwante wapens

Wapen van Lopik tussen 1948 en 1989
Wapen van Houten tussen 1816 en 1928
Wapen van Houten tussen 1928 en 1962 met kroon
Wapen van Houten sinds 1962

Abcoude
· Abcoude-Baambrugge
· Abcoude-Proostdij
· Achttienhoven
· Amerongen
· Benschop
· Breukelen
· Breukelen-Nijenrode
· Breukelen-Sint Pieters
· Bunnik
· Cothen
· Darthuizen
· De Vuursche
· Doorn
· Driebergen
· Driebergen-Rijsenburg
· Everdingen
· Haarzuilens
· Hagestein
· Harmelen
· Hoenkoop
· Hoogland
· Houten
· Indijk
· Jaarsveld
· Jutphaas
· Kamerik
· Kockengen
· Langbroek
· Leersum
· Linschoten
· Loenen
· Loenersloot
· Loosdrecht
· Maarn
· Maarssen
· Maarsseveen
· Maartensdijk
· Mijdrecht
· Nigtevecht
· Noord-Polsbroek
· Odijk
· Oudenrijn
· Polsbroek
· Rijsenburg
· Ruwiel
· Schalkwijk
· Snelrewaard
· Sterkenburg
· Stoutenburg
· Tienhoven
· Vianen 
· Vinkeveen
· Vinkeveen en Waverveen
· Vleuten
· Vleuten-De Meern
· Vreeland
· Vreeswijk
· Waarder
· Waverveen
· Werkhoven
· Westbroek
· Willeskop
· Willige Langerak
· Wilnis
· Zegveld
· Zuilen
· Zuid-Polsbroek